# 5-я ударная авиационная группа
5-я ударная авиационная группа — оперативная авиационная группа в Великой Отечественной войне, созданная для решения оперативных (оперативно-тактических) задач самостоятельно и в составе фронтов во взаимодействии с войсками (силами) и средствами других видов вооруженных сил (родов войск (сил)) в операциях сухопутных войск и военно-морских сил.

## Наименование

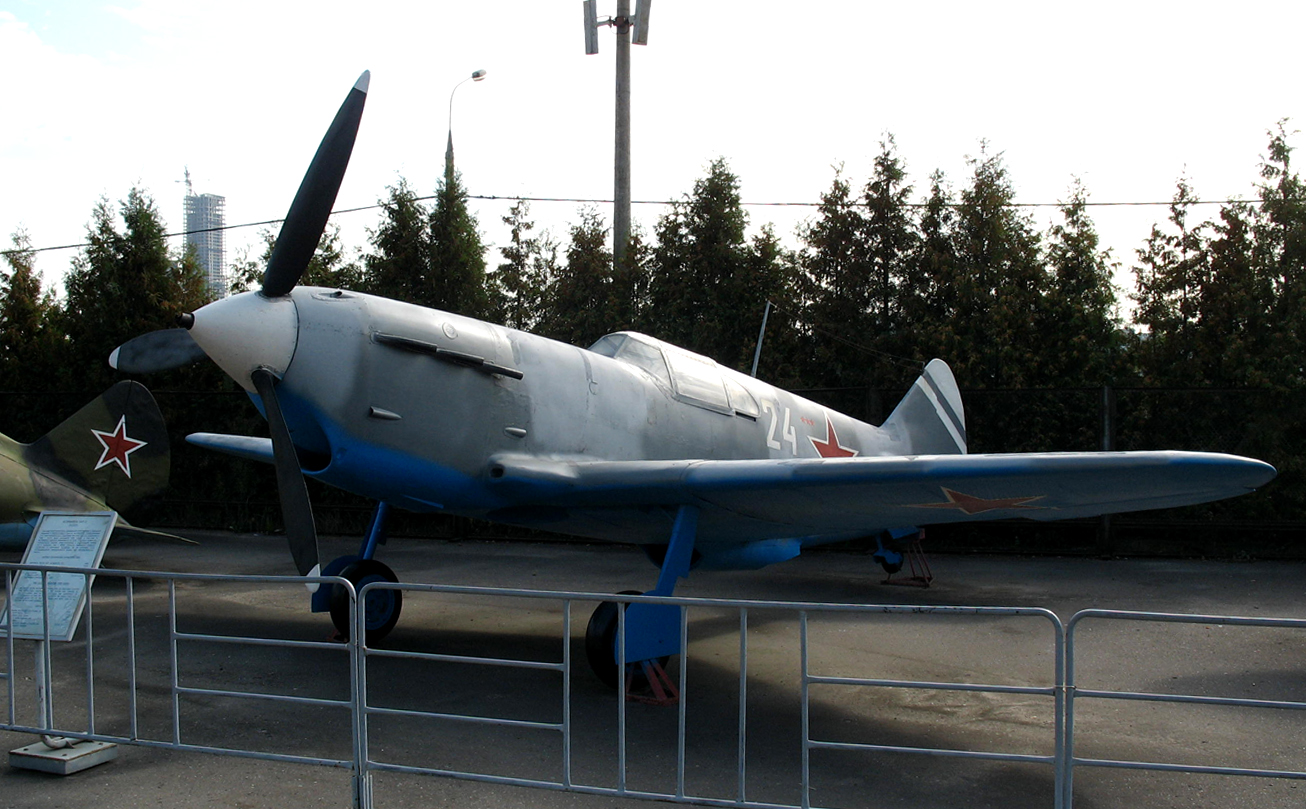
Истребитель ЛаГГ-3

- 5-я ударная авиационная группа

## Создание группы
5-я ударная авиационная группа сформирована 23 марта 1942 года на основании Приказа НКО СССР.

## Переформирование группы
5-я ударная группа 26 мая 1942 года Приказом НКО была обращена на формирование 214-й штурмовой авиационной дивизии.

## В действующей армии
В составе действующей армии:
- с 23 марта 1942 года по 9 мая 1942 года.

## Командир группы
| Звание    | Имя                                   | Период                  | Примечание |
| --------- | ------------------------------------- | ----------------------- | ---------- |
| Полковник | Богородецкий Александр Константинович | 22.03.1942 — 26.05.1942 |            |

## В составе соединений и объединений
| Период        | Фронт (округ) | армия                           | примечание      |
| ------------- | ------------- | ------------------------------- | --------------- |
| 23.03.1942 г. | Ставка ВГК    | Ударные авиационные группы СВГК |                 |
| 09.05.1942 г. | Ставка ВГК    | Ударные авиационные группы СВГК | переформирована |

## Состав
| Период                        | Части                                           | Примечание                                                                      |   |
| ----------------------------- | ----------------------------------------------- | ------------------------------------------------------------------------------- | - |
| 15.04.1942 г. — 15.05.1942 г. | 162-й истребительный авиационный полк           | ЛаГГ-3, переформирован в 162-й сап с подчинением ВВС 5-й армии Западного фронта |   |
| 13.04.1942 г. — 15.05.1942 г. | 211-й истребительный авиационный полк           | Як-1, вошел в состав 201-й иад                                                  |   |
| 23.03.1942 г. — 05.05.1942 г. | 431-й истребительный авиационный полк           | ЛаГГ-3, убыл в 16-й зиап                                                        |   |
| 24.03.1942 г. — 05.05.1942 г. | 821-й дальний бомбардировочный авиационный полк |                                                                                 | - |

## Участие в операциях и битвах
- авиационная поддержка частей и соединений Западного фронта